# R4突擊步槍
R4突擊步槍是南非在1980年代開發的5.56×45毫米NATO突擊步槍，以取代7.62×51毫米的R1自動步槍（FN FAL的衍生型）。R4突擊步槍以以色列的Galil為基礎改良而成，而Galil則是改良自AK。
R4由利特爾頓兵工廠（Lyttleton Engineering Works－LIW）生產，在種族隔離政策時期利特爾頓及其他小型輕武器公司被私有化而停產，其後由維克托武器（Vektor Arms；為Denel Aerospace Systems子公司）繼續生產。

## 設計及歷史
R4以以色列的Galil（衍生自AK）為作基礎合法授權改良而成，保留了AK的活塞长行程导气原理、机头回转式闭锁结构，導氣管位置、拉機柄位置、甚至是機匣的外型也十分相似，但改用了Galil的握把式射擊模式選擇鈕、機匣上方的後照門及L型拉機柄，並改用更輕的塑料護木。
南非採用7.62×51毫米NATO口徑的R1、R2及R3（FN FAL的衍生型）有一段長時間，但7.62×51毫米NATO的重量、火力、連發穩定性及步槍體積等皆難以達到一般小口徑步槍的性能，結果南非在1980年代開始跟隨西方國家以5.56 NATO作新式步槍的口徑，並決定以自行生產的Galil AR改進型作制式步槍，命名為R4，後來更衍生出R5、R6、LM4、LM5和LM6。
R4系列主要裝備南非國防軍，包括接近納米比亞的邊境部隊，在安哥拉內戰中的南非軍隊亦有採用。

## 衍生型
- R4

標準型，具有金屬摺疊槍托和兩腳架，相對於5.56 NATO的Galil AR
- R5

卡賓槍型，裝有短槍管、金屬摺疊槍托和移除兩腳架，主要被警隊採用。R5相對於Galil SAR
- R6

短卡賓槍型，比R5更短，相對於Galil MAR
- LM4

半自動版本的R4，主要被警隊採用作半自動巡邏步槍及出口至各地民用市場
- LM5

半自動版本的R5，主要被警隊採用作半自動巡邏卡賓槍及出口至各地民用市場，目前生產版本的機匣頂部設有導軌以加裝瞄準鏡
- LM6

半自動版本的R6，主要被警隊採用作半自動巡邏卡賓槍及出口至各地民用市場，目前生產版本的機匣頂部設有導軌以加裝瞄準鏡

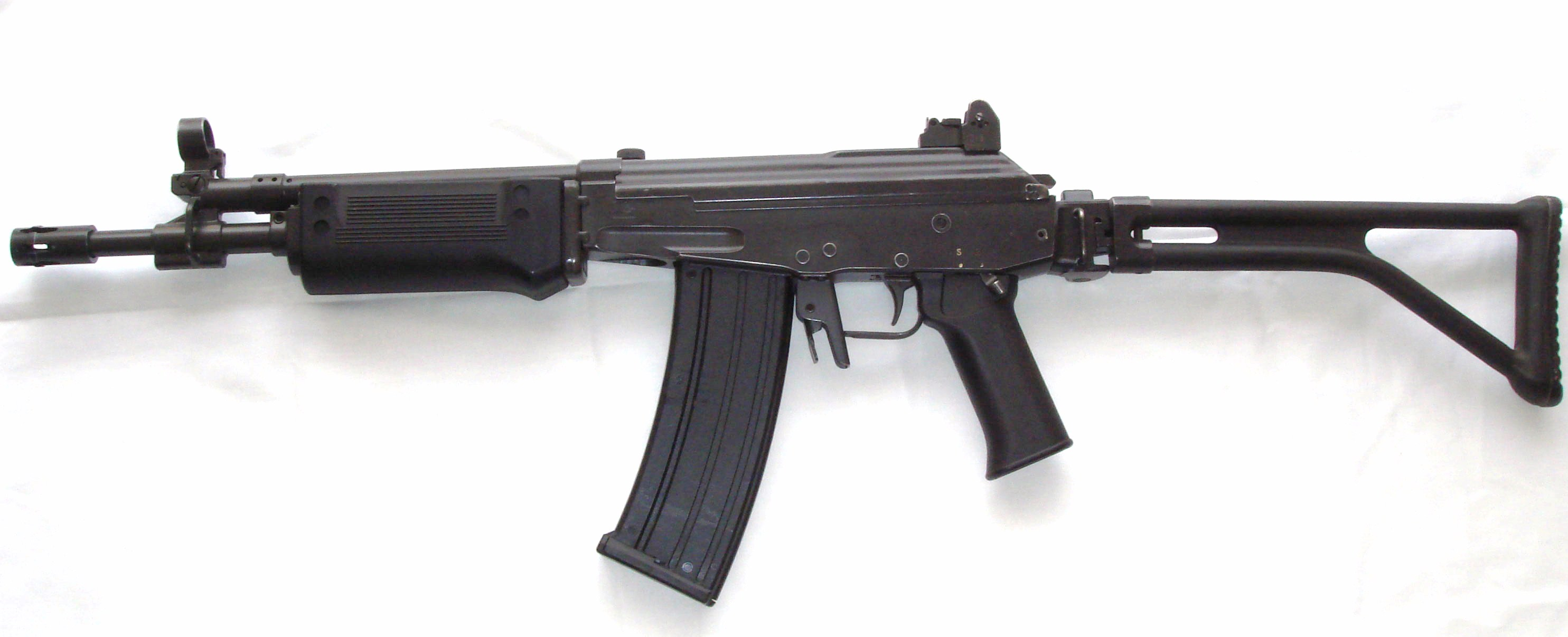
LM5

## 使用國

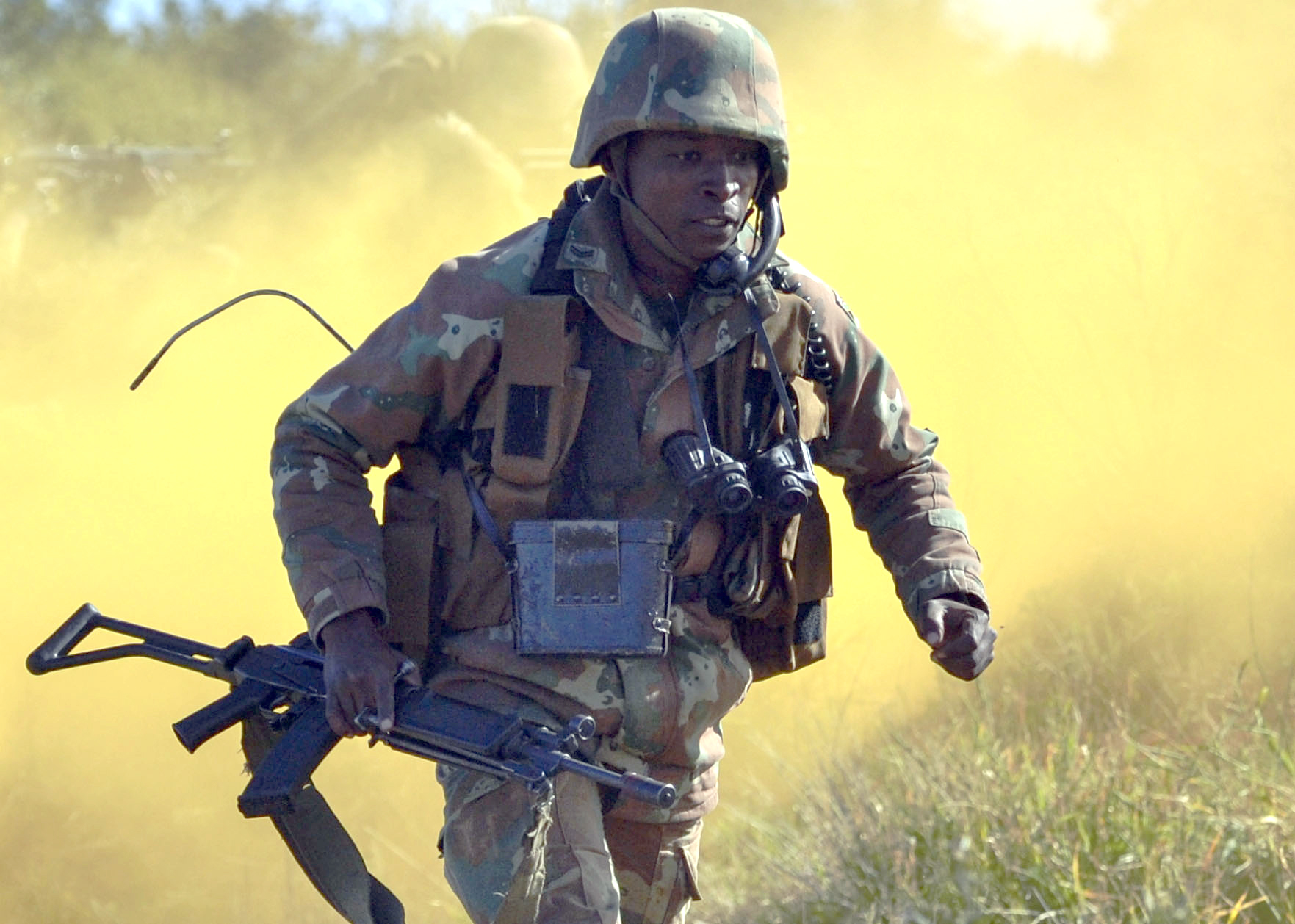
參與軍演的南非士兵

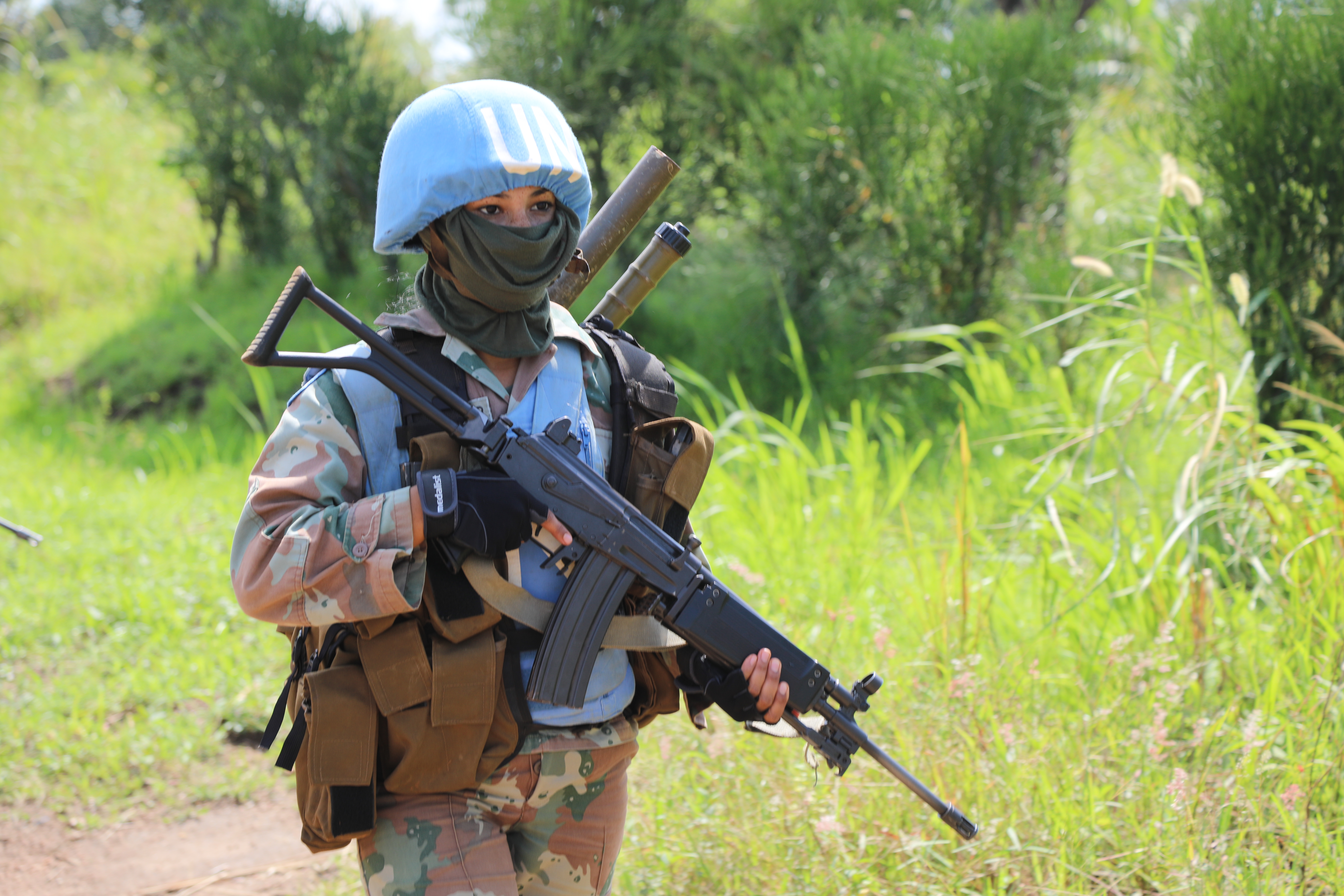
參與聯合國維和部隊的南非女兵

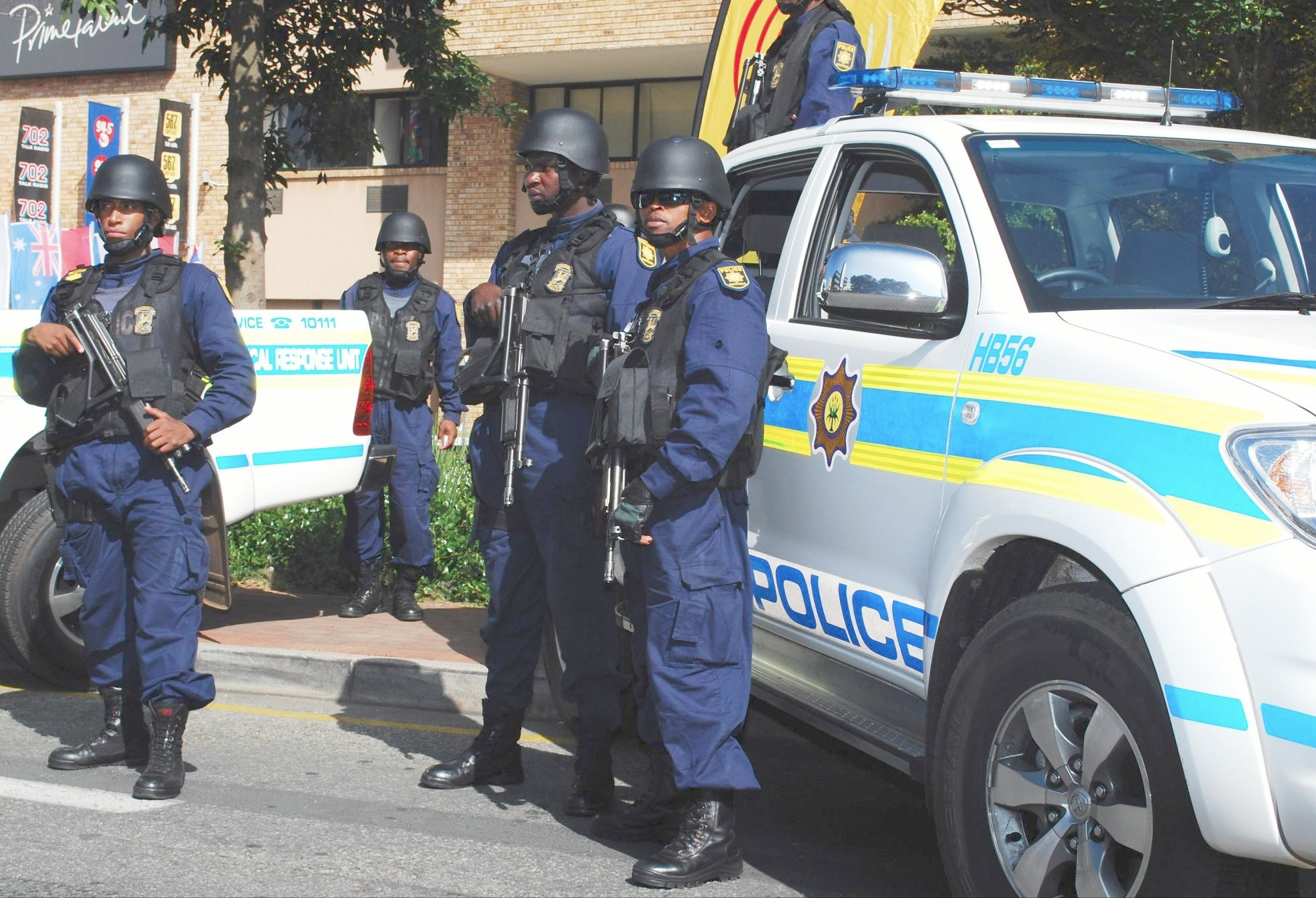
南非警察

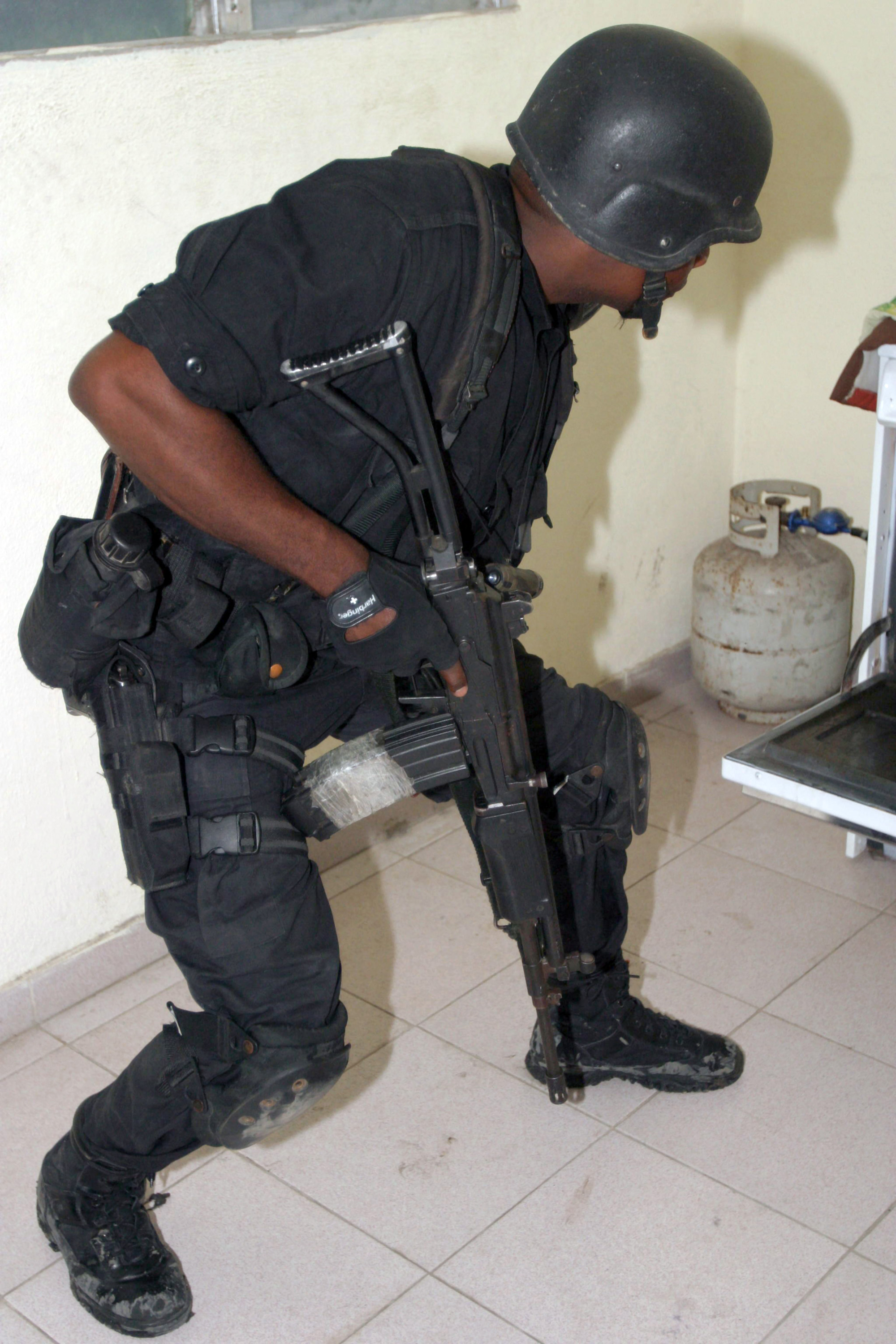
海地警隊裝備的R5

- 海地
- 马来西亚
- 卢旺达
- 塞爾維亞
- 南非

## 外部連結
- （中文）—槍炮世界—VEKTOR R4 / R5 / R6突击步枪（页面存档备份，存于）